# Ptilinopus
Ptilinopus – rodzaj ptaków z podrodziny treronów (Raphinae) w obrębie rodziny gołębiowatych (Columbidae).

## Rozmieszczenie geograficzne
Rodzaj obejmuje gatunki występujące w południowo-wschodniej Azji, Australazji i Oceanii.

## Morfologia
Długość ciała 13–35 cm; masa ciała 49–257 g.

## Systematyka
Rodzaj zdefiniował w 1825 roku angielski zoolog William Swainson w artykule zatytułowanym O cechach i naturalnych pokrewieństwie kilku nowych ptaków z Australazji, w tym pewne obserwacje dotyczące Columbidæ, opublikowanym w czasopiśmie „The Zoological journal”. Gatunkiem typowym jest (oznaczenie monotypowe) owocożer królewski (P. regina).

### Etymologia
- Ptilinopus: gr. πτιλον ptilon ‘pióro’; πους pous, ποδος podos ‘stopa’[30].
- Kurukuru: „tubylcy z wysp, na których występuje ten wspaniały ptak, nadali mu wyróżniającą nazwę: mieszkańcy Tongataboo nazywają go Kurukuru”[31]. Gatunek typowy (oryginalne oznaczenie): Columba purpurata J.F. Gmelin, 1789.
- Cyanotreron: gr. κυανος kuanos ‘ciemnoniebieski’; τρηρων trērōn, τρηρωνος trērōnos ‘gołąb’, od τρεω treō ‘uciekać ze strachu’[32]. Gatunek typowy (oryginalne oznaczenie): Columba monacha Temminck, 1824.
- Jotreron: gr. ιον ion ‘fioletowy’; τρηρων trērōn, τρηρωνος trērōnos ‘gołąb’, od τρεω treō ‘uciekać ze strachu’[33]. Gatunek typowy (oryginalne oznaczenie): Columba hyogastra Temminck, 1824.
- Lamprotreron: gr. λαμπρος lampros ‘wspaniały’; τρηρων trērōn, τρηρωνος trērōnos ‘gołąb’, od τρεω treō ‘uciekać ze strachu’[34]. Gatunek typowy (oznaczenie monotypowe): Columba superba Temminck, 1809.
- Chrysoena (Chrysoenas, Chrysaena): gr. χρυσος khrusos ‘złoty’; οινας oinas, οιναδος oinados ‘gołąb’[35]. Gatunek typowy (oznaczenie monotypowe): Columba luteovirens Hombron & Jacquinot, 1841.
- Chrysotreron: gr. χρυσος khrusos ‘złoto’; τρηρων trērōn, τρηρωνος trērōnos ‘gołąb’, od τρεω treō ‘uciekać ze strachu’[36]. Gatunek typowy (oznaczenie monotypowe): Columba luteovirens Hombron & Jacquinot, 1841.
- Kurutreron: rodzaj Kurukuru Prévost & Des Murs, 1853; gr. τρηρων trērōn, τρηρωνος trērōnos „gołąb”, od τρεω treō „uciekać ze strachu”[37]. Gatunek typowy (oryginalne oznaczenie): Columba purpurata J.F. Gmelin, 1789.
- Leucotreron: gr. λευκος leukos ‘biały’; τρηρων trērōn, τρηρωνος trērōnos ‘gołąb’, od τρεω treō ‘uciekać ze strachu’[38]. Gatunek typowy (późniejsze oznaczenie)[9]: Columba cincta Temminck, 1809.
- Thouarsitreron: adm. Abel Aubert du Petit-Thouars (1793–1864) Marine nationale, podróżnik;  gr. τρηρων trērōn, τρηρωνος trērōnos ‘gołąb’, od τρεω treō ‘uciekać ze strachu’[39]. Gatunek typowy (oryginalne oznaczenie): Columba dupetithouarsii Neboux, 1840.
- Sylphidaena: fr. sylphide ‘sylfida’ (por. gr. σιλφιον silphion ‘sylfion, przyprawa’); gr. οινας oinas ‘gołąb’[40]. Gatunek typowy (oryginalne oznaczenie): Columba perlata Temminck, 1835.
- Sylphitreron: fr. sylphide ‘sylfida’ (por. gr. σιλφιον silphion ‘sylfion, przyprawa’); gr. τρηρων trērōn, τρηρωνος trērōnos ‘gołąb’, od τρεω treō ‘uciekać ze strachu’[41]. Gatunek typowy (oznaczenie monotypowe): Columba perlata Temminck, 1835.
- Drepanoptila: gr. δρεπανον drepanon ‘sierp, kosa’, od δρεπανη drepanē ‘sierp’, od δρεπω drepō ‘wyrywać’; πτιλον ptilon ‘pióro’[42]. Gatunek typowy (oryginalne oznaczenie): Columba holosericea Temminck, 1809.
- Haemataena: gr. αἱμα haima, αἱματος haimatos ‘krew’; οινας oinas, οιναδος oinados ‘gołąb’[43]. Typ nomenklatoryczny (oryginalne oznaczenie): Columba melanocephala J.R. Forster, 1795 (= Jotreron melanospila Salvadori, 1875).
- Calyptomenaenas: rodzaj Calyptomena Horsfield, 1822 (nosoczub); gr. οινας oinas, οιναδος oinados ‘gołąb’[44]. Gatunek typowy (oryginalne oznaczenie): Columba holosericea Temminck, 1810.
- Oedirhinus: gr. οιδεω oideō ‘puchnąć’; ῥις rhis, ῥινος rhinos ‘nozdrza’[45]. Gatunek typowy (oznaczenie monotypowe): Ptilopus globifer Cabanis & Reichenow, 1876 (= Ptilopus insolitus Schlegel, 1863).
- Kranocera: gr. κρανος kranos ‘hełm’; średniowiecznołac. cera ‘woskówka’, od łac. cera ‘wosk’[46]. Gatunek typowy (późniejsze oznaczenie)[47]: Ptilopus insolitus Schlegel, 1863.
- Chlorotreron: gr. χλωρος khlōros ‘zielony’; τρηρων trērōn, τρηρωνος trērōnos ‘gołąb’, od τρεω treō ‘uciekać ze strachu’[48]. Gatunek typowy (oryginalne oznaczenie): Ptilopus humeralis[e] Wallace, 1862.
- Eutreron: gr. ευ eu ‘dobry’; τρηρων trērōn, τρηρωνος trērōnos ‘gołąb’, od τρεω treō ‘uciekać ze strachu’[49]. Gatunek typowy (oryginalne oznaczenie): Columba pulchella Temminck, 1835.
- Ptilopodiscus: zdrobnienie nazwy rodzaju Ptilopus Strickland, 1841[50]. Gatunek typowy (oryginalne oznaczenie): Ptilonopus coronulatus G.R. Gray, 1858.
- Thoracotreron: gr. θωραξ thōrax, θωρακος thōrakos ‘pierś’; τρηρων trērōn, τρηρωνος trērōnos ‘gołąb’, od τρεω treō ‘uciekać ze strachu’[51]. Gatunek typowy (oryginalne oznaczenie): Columba rivoli Prévost, 1843.
- Spilotreron: gr. σπιλος spilos ‘plamka, cętka’; τρηρων trērōn, τρηρωνος trērōnos ‘gołąb’, od τρεω treō ‘uciekać ze strachu’[52]. Gatunek typowy (oryginalne oznaczenie): Columba melanocephala J.R. Forster, 1795 (= Jotreron melanospila Salvadori, 1875).
- Curotreron: gr. κυροω kuroō ‘zatwierdzić, zweryfikować’; τρηρων trērōn, τρηρωνος trērōnos ‘gołąb’, od τρεω treō ‘uciekać ze strachu’[53].
- Poecilotreron: gr. ποικιλος poikilos ‘kolorowy, pstrokaty’; τρηρων trērōn, τρηρωνος trērōnos ‘gołąb’, od τρεω treō ‘uciekać ze strachu’[54].
- Terenotreron: gr. τερην terēn, τερενος terenos ‘miękki, delikatny’; τρηρων trērōn, τρηρωνος trērōnos ‘gołąb’, od τρεω treō ‘uciekać ze strachu’[55].
- Mezotreron: gr. μεζων mezōn ‘bardziej znamienity, większy’ forma wyższa od μεγας megas ‘wielki, znakomity’; τρηρων trērōn, τρηρωνος trērōnos ‘gołąb’, od τρεω treō ‘uciekać ze strachu’[56]. Gatunek typowy (oznaczenie monotypowe): Ptilinopus dohertyi Rothschild, 1896.
- Reginopus: zbitka wyrazowa epitetu gatunkowego Ptilinopus regina Swainson, 1825[57]. Gatunek typowy (oryginalne oznaczenie): Ptilonopus ewingii[f] Gould, 1842.
- Thyliphaps: nowogr. Θουλη Thoulē ‘Thule’ (tj. ‘skraj świata’); gr. φαψ phaps, φαβος phabos ‘gołąb’[58]. Gatunek typowy (oryginalne oznaczenie): Ptilinopus huttoni Finsch, 1874.
- Chrysophaps: gr. χρυσος khrusos ‘złoto’; φαψ phaps, φαβος phabos ‘gołąb’[59]. Typ nomenklatoryczny (oryginalne oznaczenie): Chrysoena victor Gould, 1872.

### Podział systematyczny
Do rodzaju należą następujące gatunki:

- Ptilinopus arcanus Ripley & Rabor, 1955 – owocożer żółtooki
- Ptilinopus melanospilus (Salvadori, 1875) – owocożer żółtobrody
- Ptilinopus luteovirens (Hombron & Jacquinot, 1841) – owocożer złotawy
- Ptilinopus victor (Gould, 1872) – owocożer ognisty
- Ptilinopus layardi Elliot, 1878 – owocożer żółtogłowy
- Ptilinopus holosericeus (Temminck, 1809) – strzępopiór
- Ptilinopus cinctus (Temminck, 1809) – owocożer czarnogrzbiety
- Ptilinopus alligator Collett, 1898 – owocożer czarnowstęgi
- Ptilinopus dohertyi Rothschild, 1896 – owocożer czerwonoplamy
- Ptilinopus porphyreus (Temminck, 1822) – owocożer różowogłowy
- Ptilinopus nainus (Temminck, 1835) – owocożer karłowaty
- Ptilinopus superbus (Temminck, 1809) – owocożer wspaniały
- Ptilinopus rivoli (Prévost, 1843) – owocożer nadobny
- Ptilinopus speciosus Schlegel, 1871 – owocożer dwuwstęgowy
- Ptilinopus solomonensis G.R. Gray, 1870 – owocożer żółtopierśny
- Ptilinopus tannensis (Latham, 1790) – owocożer plamoskrzydły
- Ptilinopus iozonus G.R. Gray, 1858 – owocożer zielony
- Ptilinopus viridis (Linnaeus, 1766) – owocożer czerwonopierśny
- Ptilinopus eugeniae (Gould, 1856) – owocożer białogłowy
- Ptilinopus insolitus Schlegel, 1863 – owocożer guzodzioby
- Ptilinopus hyogastrus (Temminck, 1824) – owocożer siwogłowy
- Ptilinopus granulifrons E. Hartert, 1898 – owocożer brodawkowy
- Ptilinopus perlatus (Temminck, 1835) – owocożer perłoskrzydły
- Ptilinopus wallacii G.R. Gray, 1858 – owocożer złotobrzuchy
- Ptilinopus ornatus Schlegel, 1871 – owocożer ozdobny
- Ptilinopus aurantiifrons G.R. Gray, 1858 – owocożer złotoczelny
- Ptilinopus pulchellus (Temminck, 1835) – owocożer białolicy
- Ptilinopus monacha (Temminck, 1824) – owocożer niebieskoczelny
- Ptilinopus regina Swainson, 1825 – owocożer królewski
- Ptilinopus coronulatus G.R. Gray, 1858 – owocożer koroniasty
- Ptilinopus dupetithouarsii (Neboux, 1840) – owocożer białoczelny
- Ptilinopus mercierii (Des Murs & Prévost, 1849) – owocożer czerwonowąsy – takson wymarły, ostatni znany okaz pochodził z 1922 roku[61]
- Ptilinopus hernsheimi Finsch, 1880 – owocożer żółtosterny
- Ptilinopus porphyraceus (Temminck, 1821) – owocożer krasnogłowy
- Ptilinopus ponapensis Finsch, 1878 – owocożer purpurowogłowy
- Ptilinopus greyi Bonaparte, 1857 – owocożer czerwonobrzuchy
- Ptilinopus pelewensis Hartlaub & Finsch, 1868 – owocożer szaroszyi
- Ptilinopus roseicapilla (Lesson, 1831) – owocożer mariański
- Ptilinopus richardsii E.P. Ramsay, 1882 – owocożer srebrnogłowy
- Ptilinopus perousii Peale, 1848 – owocożer tęczowy
- Ptilinopus rarotongensis Hartlaub & Finsch, 1871 – owocożer różowoczelny
- Ptilinopus chrysogaster G.R. Gray, 1854 – owocożer żółtorzytny
- Ptilinopus purpuratus (J.F. Gmelin, 1789) – owocożer atolowy
- Ptilinopus huttoni Finsch, 1874 – owocożer różowobrzuchy
- Ptilinopus insularis North, 1908 – owocożer szarogłowy
- Ptilinopus chalcurus G.R. Gray, 1860 – owocożer miedziany
- Ptilinopus coralensis Peale, 1848 – owocożer koralowy